# Don't Hold Your Breath
Don't Hold Your Breath è un brano musicale della cantante pop statunitense Nicole Scherzinger, estratto come secondo singolo dal suo album di debutto da solista Killer Love, uscito il 18 marzo 2011 dall'etichetta discografica Interscope. Il brano, un forte midtempo con sonorità elettropop, è stato pubblicato il 10 marzo 2011 ed è prodotto da Tony Gad e Dave Audè; quest'ultimo aveva già collaborato con Nicole quando faceva ancora parte delle Pussycat Dolls.

## Il brano
Una versione demo di Don't Hold Your Breath era apparsa in rete nel 2010 ed era interpretata da Timbaland e Keri Hilson; il singolo però non venne mai pubblicato; nel gennaio 2011 è stata registrata la versione finale del pezzo, affidato questa volta a Nicole che è riuscita a farlo proprio, variando lo stile da urban a elettropop.
La critica ha apprezzato molto il pezzo, non solo per il tema e il forte messaggio di fondo, ma anche per la musicalità: alcuni critici lo hanno preferito anche ai precedenti singoli delle Pussycat Dolls.

## Il video
Il 18 gennaio 2011, Nicole scelse Rich Lee come regista del video musicale di Don't Hold Your Breath. Il video è stato pubblicato sul canale ufficiale VEVO della cantante l'8 febbraio 2011.
Nicole è la protagonista assoluta del video, la cui trama riprende quello che è il tema della canzone: la rabbia e la disperazione di una ragazza quando si rende conto che la relazione con il suo uomo è giunta al termine. Andrea Magrath della rivista britannica Daily Mail parla del video come un mix di emozioni: oltre alla rabbia e alla disperazione per l'amore finito, mette in risalto il fascino e la sensualità della cantante, come a voler sottolineare che il suo uomo sa perfettamente ciò che sta perdendo.

## Tracce
- Download digitale (Stati Uniti)

1. Don't Hold Your Breath - 3:17

- Download digitale (Regno Unito)[9]

1. Don't Hold Your Breath - 3:18
2. Don't Hold Your Breath (versione strumentale) - 3:18

- Remix EP[10]

1. Don't Hold Your Breath (Cahill Club Mix) - 5:27
2. Don't Hold Your Breath (Cahill Mix – Edit) - 3:04
3. Don't Hold Your Breath (Bimbo Jones Radio Edit) - 2:42
4. Don't Hold Your Breath (Bimbo Jones Dub Edit) - 7:03
5. Don't Hold Your Breath (The Alias Radio Mix) - 3:10
6. Don't Hold Your Breath (The Alias Club Mix) - 5:28

## Classifiche
| Classifica (2011)   | Posizione massima |
| ------------------- | ----------------- |
| Australia           | 17                |
| Belgio (Fiandre)    | 52                |
| Belgio (Vallonia)   | 42                |
| Francia             | 45                |
| Irlanda             | 4                 |
| Paesi Bassi         | 44                |
| Regno Unito         | 1                 |
| Italia              | 72                |
| Scozia              | 1                 |
| Slovacchia          | 18                |
| Stati Uniti         | 86                |
| Stati Uniti (Dance) | 2                 |
| Stati Uniti (Pop)   | 32                |
| Svizzera            | 62                |

### Classifiche di fine anno
| Classifica (2011) | Posizione |
| ----------------- | --------- |
| Australia         | 80        |